# 生命体 (曲)
「生命体」（せいめいたい）は、日本のシンガーソングライター・星野源の楽曲。2023年8月14日にSPEEDSTAR RECORDSより配信限定シングルとしてリリースされた。
同楽曲は、TBS系『世界陸上』『アジア大会』テーマソングとして書き下ろされた楽曲。
のちに、12月27日発売のシングル「光の跡/生命体」に表題曲として収録された。

## 背景
2023年6月30日に星野が『世界陸上』と『アジア大会』のテーマソングを担当することが発表され、同年8月7日には配信限定シングルとして8月14日リリース予定であると発表された。
同楽曲について星野は、
とコメントしている。

## トラックリスト
| 全作詞・作曲・編曲: 星野源。 |            |        |            |      |
| #                            | タイトル   | 作詞   | 作曲・編曲 | 時間 |
| 1.                           | 「生命体」 | 星野源 | 星野源     | 3:12 |
| 合計時間:                    | 合計時間:  | 3:12   |            |      |

## ミュージック・ビデオ
本楽曲のミュージック・ビデオは、リリース当日となる2023年8月14日にYouTubeにてプレミア公開された。星野の他に、齋藤飛鳥と桐生祥秀が出演している。また、プレミア公開時に星野本人がチャットに参加するという事もあった。

## パフォーマンス

### テレビ披露
| 日時           | 放送局 | 番組名                  |
| -------------- | ------ | ----------------------- |
| 2023年8月14日  | TBS系  | 『CDTVライブ!ライブ!』  |
| 2023年9月18日  | TBS系  | 『CDTVライブ!ライブ!』  |
| 2023年9月21日  | NHK    | 『SONGS』               |
| 2023年12月18日 | TBS系  | 『CDTVライブ!ライブ!』  |
| 2023年12月31日 | NHK    | 『第74回NHK紅白歌合戦』 |

## 参加ミュージシャン
- 星野源：Vocal, Chorus, Upright Piano, Handclap
- mabanua：Electric Bass, Upright Piano
- 石若駿：Drums
- 武嶋聡：Alto Saxophone
- 長岡亮介：Chorus, Handclap
- UA：Chorus, Handclap

## スタッフ
- Co-Arrangement：mabanua
- Chorus Arrangement：長岡亮介
- Recorded:渡辺省二郎、斎田崇、mabanua、武嶋聡、星野源
- Assisted：後藤哲
- Mixed：渡辺省二郎
- Mastered：内田孝弘